# Еразем ин Потепух
„Еразем ин Потепух” је југословенска телевизијска серија снимљена 1971. године у продукцији ТВ Љубљана.

## Улоге
| Глумац         | Улога                          |
| -------------- | ------------------------------ |
| Вероника Дролц | (3 еп. 1971)                   |
| Ленча Ференчак | (3 еп. 1971)                   |
| Марија Горшич  | (3 еп. 1971)                   |
| Вика Грилова   | (3 еп. 1971)                   |
| Марјан Хластец | (3 еп. 1971)                   |
| Минца Јерај    | (3 еп. 1971)                   |
| Борис Јух      | (3 еп. 1971)                   |
| Мила Качић     | као Мила Качићева (3 еп. 1971) |
| Драган Кецман  | (3 еп. 1971)                   |
| Елвира Краљ    | (3 еп. 1971)                   |
| Иванка Мезан   | (3 еп. 1971)                   |
| Мајда Потокар  | (3 еп. 1971)                   |
| Берт Сотлар    | (3 еп. 1971)                   |
| Даре Улага     | (3 еп. 1971)                   |
| Божо Вовк      | (3 еп. 1971)                   |

Комплетна ТВ екипа ▼
| Сценариста           | Астрид Линдгрен | (3 еп. 1971)           |
| Сценариста           | Милена Огорелец | (3 еп. 1971)           |
| Продуцент            | Сташ Поточник   | продуцент (3 еп. 1971) |
| Директор фотографије | Славко Немец    | (3 еп. 1971)           |
| Декоратер сцене      | Белица Скерлак  | (3 еп. 1971)           |
| Костимограф          | Мери Коби       | (3 еп. 1971)           |